# Sweden Hockey Games 1991
Die Sweden Hockey Games 1991 waren ein in Schweden stattfindendes Eishockeyturnier, bei welchem sich die Nationalmannschaften Finnlands, der Sowjetunion, der ČSFR und Schwedens maßen. Das Turnier fand vom 7. bis 10. Februar 1991 in Stockholm statt. Austragungsort war der Globen.

## Spiele
| 7. Februar 1991 | Finnland Pekka Tuomisto (11:28) Ari Haanpää (14:59) Timo Jutila (28:13) Timo Peltomaa (30:13) Hannu Virta (35:38) Pekka Tuomisto (59:46) | 6:9 (2:3, 3:2, 1:4) | Sowjetunion Waleri Kamenski (7:18) Wjatscheslaw Koslow (13:18) Wiktor Gordijuk (13:36) Igor Krawtschuk (24:45) Wiktor Gordijuk (31:29) Waleri Kamenski (45:44) Wjatscheslaw Koslow (47:14) Sergei Nemtschinow (53:21) Waleri Selepukin (57:00) | Globen, Stockholm Zuschauer: 1.158 |

| 7. Februar 1991 | Schweden Peter Hammarström Jan Viktorson Bengt-Åke Gustafsson Thomas Rundqvist | 4:2 (1:1, 2:1, 1:0) | Tschechoslowakei Ľubomír Kolník (2×) | Globen, Stockholm Zuschauer: 6.453 |

| 8. Februar 1991 | Finnland Esa Keskinen | 1:2 (0:0, 1:0, 0:2) | Schweden Nicklas Lidström Peter Andersson | Globen, Stockholm Zuschauer: 11.381 |

| 8. Februar 1991 | Sowjetunion Igor Krawtschuk (31:38) Waleri Kamenski (48:40) | 2:2 (0:1, 1:1, 1:0) | Tschechoslowakei Petr Vlk (10:24) Leo Gudas (25:23) | Globen, Stockholm Zuschauer: 2.380 |

| 10. Februar 1991 | Tschechoslowakei Jiří Doležal Libor Dolana | 2:7 (2:1, 0:4, 0:2) | Finnland Hannu Virta (2×) Teemu Selänne (2×) Mikko Haapakoski (2×) Pekka Tuomisto | Globen, Stockholm Zuschauer: 4.198 |

| 10. Februar 1991 | Schweden Kenneth Kennholt (20.) Thomas Rundqvist (38.) Jan Viktorson (42.) Tommy Samuelsson (55.) | 4:6 (1:2, 1:2, 2:2) | Sowjetunion Wladimir Konstantinow (1.) Leonid Truchno (2.) Waleri Kamenski (21.) Alexander Semak (33.) Wjatscheslaw Uwajew (53.) Pawel Bure (53.) | Globen, Stockholm Zuschauer: 13.850 |

## Tabelle
| Platz | Mannschaft  | Spiele | S | U | N | Tore  | P |
| ----- | ----------- | ------ | - | - | - | ----- | - |
|       | Sowjetunion | 3      | 2 | 1 | 0 | 17:12 | 5 |
|       | Schweden    | 3      | 2 | 0 | 1 | 10:9  | 4 |
|       | Finnland    | 3      | 1 | 0 | 2 | 14:13 | 2 |
| 4.    | ČSFR        | 3      | 0 | 1 | 2 | 6:13  | 1 |

## Auszeichnungen
| Bester Stürmer:     | Waleri Kamenski |
| Bester Verteidiger: | Igor Krawtschuk |
| Bester Torwart:     | Jukka Tammi     |